# 劉毓棠
刘毓棠（1914年—2005年3月5日），广东台山人，中华民国外交官，曾历任驻新西兰大使等职。

## 生平
毕业于私立燕京大学，获学士学位。后赴美国留学，入哈佛大学，获政治学博士学位。曾任中央社美国华盛顿分社社员。
1943年，应聘为中華民國驻美国大使私人秘书，后任中華民國出席旧金山联合国宪章大会代表张君劢英文秘书。1947年出席印度新德里泛亚会议。1948年，任国立清华大学政治系教授。同年4月，任行政院参事。翌年，赴台编辑农村复兴委员会总报告书。1950年，受命派驻日本中国代表团。1955年，奉國民政府派任出席世界道德重整大会。1956年，任中華民國驻温哥华总领事。1961年8月，任驻新西兰使馆参事并代理馆务。1963年6月，任驻新西兰大使，1966年5月去职，旋受聘为美国麦金诺学院政治系教授兼主任。1969年，调驻联合国代表团大使兼高级顾问。
1974年退休，應中國文化學院（後改制中國文化大學）邀請，至該校創辦「中美關係研究所」，後改制為「美國研究所」。同年，创办并主编《中美关系英文季刊》。2005年3月5日逝世。

## 荣誉

### 中华民国勋章奖章
- 二等景星勋章（1966年3月23日批准[3]）